# Pablo Brandán
Pablo Daniel Brandán (Merlo, Argentina, 5 de marzo de 1983) es un exfutbolista argentino que jugaba de mediocampista central.

## Clubes
| Club               | País      | Año         |
| ------------------ | --------- | ----------- |
| Huracán            | Argentina | 2001        |
| Deportivo Alavés   | España    | 2001 - 2002 |
| Burgos CF          | España    | 2002 - 2003 |
| Independiente      | Argentina | 2003        |
| Argentinos Juniors | Argentina | 2004 - 2005 |
| Instituto          | Argentina | 2005 - 2006 |
| Deportivo Alavés   | España    | 2006 - 2007 |
| PAOK Salónica      | Grecia    | 2007 - 2010 |
| Steaua de Bucarest | Rumania   | 2010 - 2012 |
| Liaoning Whowin    | China     | 2012 - 2014 |
| Beitar Jerusalén   | Israel    | 2014        |
| Antalyaspor        | Turquía   | 2015        |
| Bursaspor          | Turquía   | 2015 - 2016 |
| Legia de Varsovia  | Polonia   | 2016        |
| Orduspor           | Turquía   | 2017        |
| Denizlispor        | Turquía   | 2018        |